# Rocco (araldica)
Rocco è un termine utilizzato in araldica per indicare la torre degli scacchi, e ha una figura convenzionale di due corna sopra un piede.

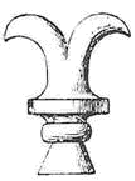
Rocco di scacchiera
Di verde, al rocco di scacchiere d'oro (stemma di Coustaussa, Francia)
Di nero, a sei rocchi d'argento, 3, 2 e 1 (Ménil, Francia)
Di rosso, a tre rocchi d'oro; al capo di Francia (Tulle, Francia)
D'argento, al rocco di scacchiere di nero (Sumvitg, Svizzera)
Partito d'oro e di rosso, al rocco di scacchiere dell'uno all'altro (Roquetaillade, Francia)
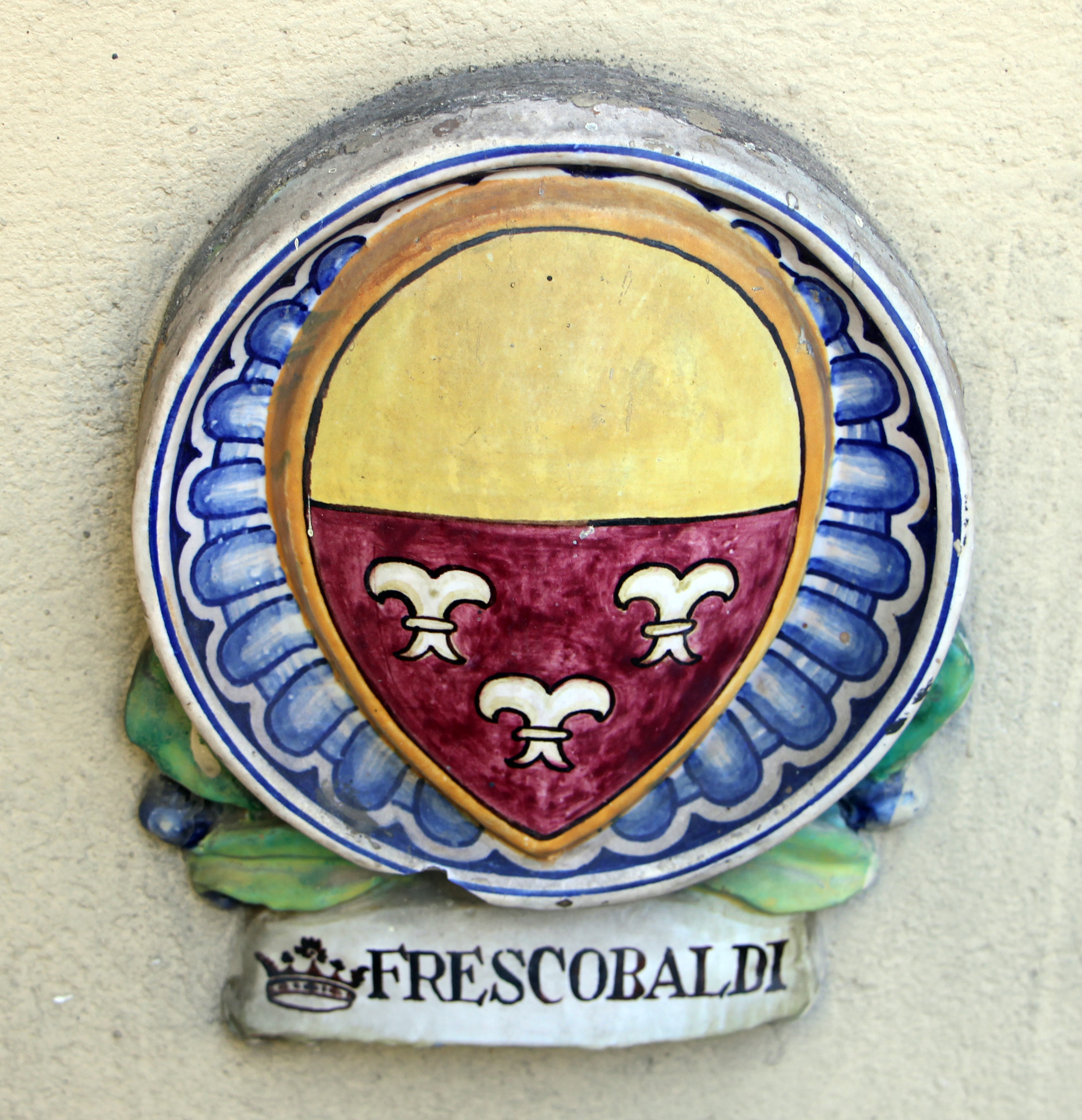
Stemma Frescobaldi tre rocchi d'argento in campo rosso
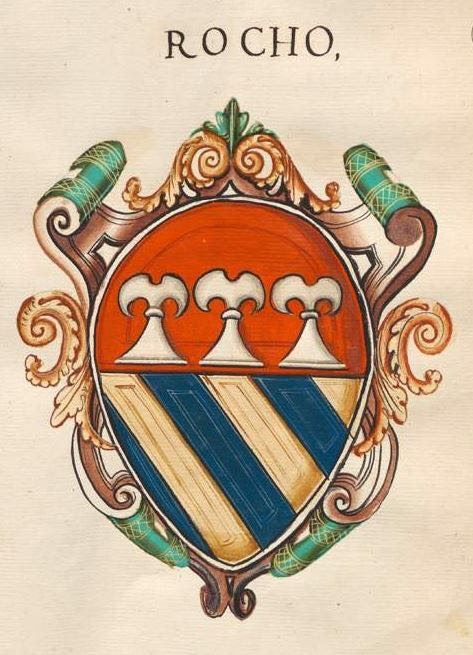
Stemma della famiglia Rocco di Napoli. Di azzurro con tre bande d'oro al capo di rosso, caricato di tre rocchi d'argento posti in fascia.